# Schloss Neumatzen

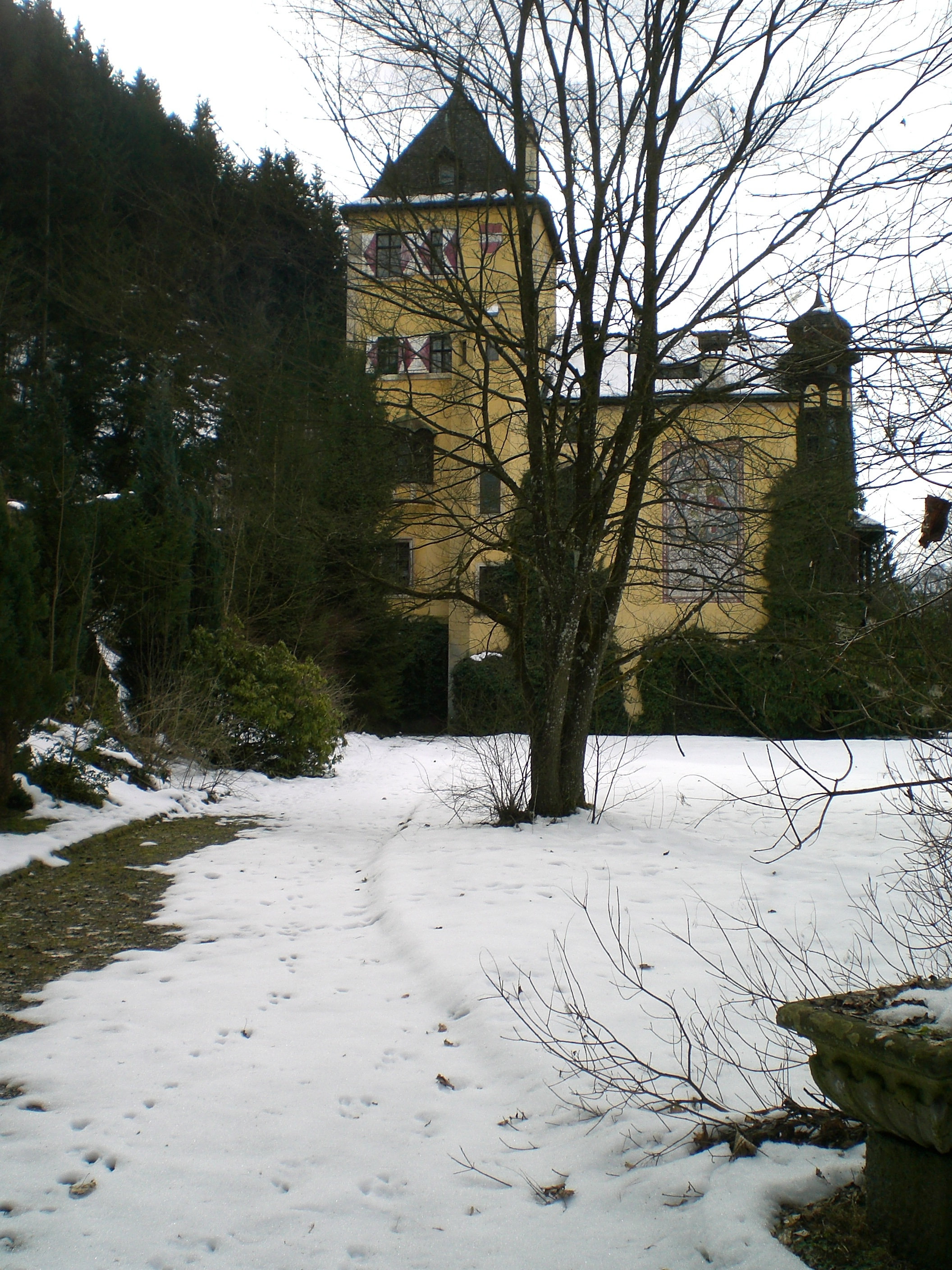
Schloss Neumatzen

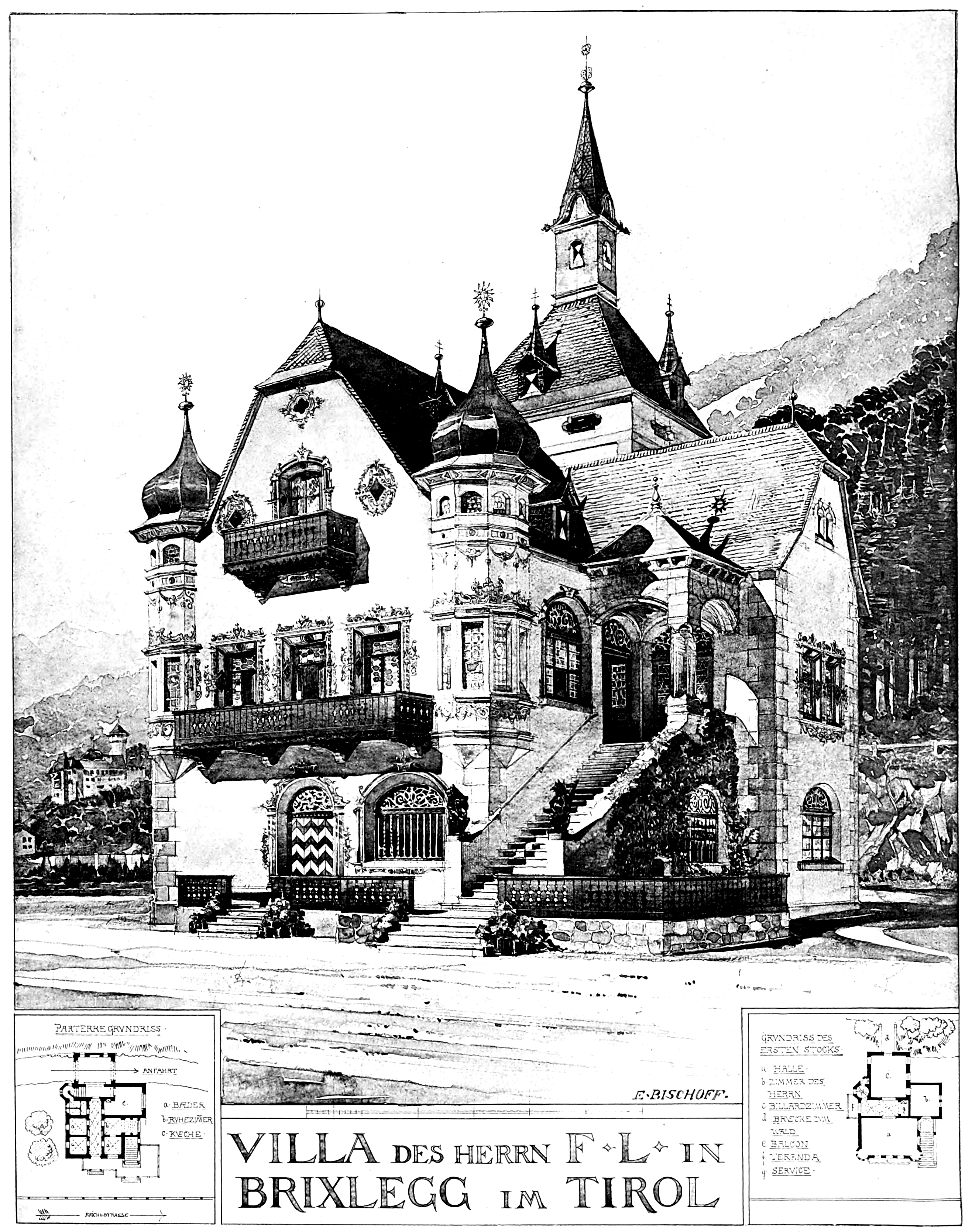
Schloss Neumatzen / Schloss Lipperheide, Perspektive des Architekten Eugen Bischoff (Karlsruhe)

Schloss Neumatzen, auch Schloss Lipperheide oder Villa Lipperheide genannt, ist ein großbürgerliches Wohnhaus im Stil des Historismus in der Gemeinde Münster bei Brixlegg in Tirol. Es wurde um 1890 für den erfolgreichen deutschen Verleger Franz Lipperheide errichtet. In unmittelbarer Nachbarschaft befinden sich Burg Lichtenwerth, Burg Kropfsberg und Schloss Matzen. Östlich an das Schloss schließt der Park von Schloss Matzen an.

## Geschichte
Franz Lipperheide und seine erste Ehefrau Frieda gaben Modemagazine in mehreren Sprachen heraus und unterhielten Wohnsitze in Berlin, Hamburg, München, Rom und Kairo. Nach einer Romreise wollte Lipperheide auch das burgartige Schloss Matzen erwerben, die Verhandlungen zerschlugen sich jedoch, und es gelang dem Verleger nur, ein Grundstück in der Nähe des erwünschten Objekts zu erwerben. Lipperheide arrondierte durch weitere Zukäufe diesen Besitz und beauftragte den renommierten Münchener Architekten Georg von Hauberrisser mit der Planung und Errichtung eines Hauses mit 730 m² Wohnfläche. Eine vermutlich 1891 in einem Mappenwerk veröffentlichte Perspektive, die in ihren Grundzügen dem heutigen Zustand des Gebäudes sehr nahe kommt, trägt allerdings die Signatur des Karlsruher Architekten Prof. Eugen Bischoff (1854–1940), dessen Urheberschaft auch durch eine Erwähnung im Standard-Künstlerlexikon Thieme-Becker belegt wird.
Schloss Neumatzen beherbergte bedeutende Künstler, Schriftsteller und Gelehrte wie Franz von Defregger, Gerhart Hauptmann, Julius Lessing, Marie von Ebner-Eschenbach und Peter Rosegger – sowie Hugo Wolf, der Frieda Lipperheide sein Elfenlied aus William Shakespeares Werk Ein Sommernachtstraum widmete.
Das Schloss ist weitgehend originalgetreu erhalten und steht unter Denkmalschutz. Der umliegende Park wurde als Landschaftsgarten opulent gestaltet und mit Terrassen, Brunnenanlagen, einer Grotte sowie einer Pergola ausgestattet.
Unterhalb von Schloss Matzen und nahe dem Schloss Neumatzen liegt das Gut Matzen, das Teil der Besitzungen von Lipperheide war und heute als Restaurant geführt wird. Josef von Pfeiffersberg, der 1873 Schloss Matzen an Fanny Schnorr von Carolsfeld verkaufte, bewohnte noch zehn Jahre das Gut Matzen, bis er es 1883 an Franz Lipperheide veräußerte. Lipperheides zweite Ehefrau und Witwe Elisabeth Freifrau von Lipperheide geb. Rouge (1861–1932) verkaufte es 1913 an Engelbert und Maria Hosp. Heute ist das Gut im Besitz der Familie Messner.